# Bovolenta
Bovolenta (Bovołenta in veneto) è un comune italiano di 3 418 abitanti della provincia di Padova in Veneto.

## Geografia fisica
Bovolenta sorge su un territorio pianeggiante; è attraversata dal fiume Bacchiglione e dal canale Vigenzone, che confluiscono proprio a Bovolenta, precisamente in località Pontara.

## Storia
Il toponimo Bovolenta comparve per la prima volta nel 1027, in un atto di donazione da parte di Litolfo da Carrara a favore dell'Abbazia di Carrara Santo Stefano. Negli anni del basso medioevo il paese conobbe un certo sviluppo economico, grazie alla favorevole posizione geografica (Bovolenta si trova alla confluenza di due importanti corsi d'acqua) che la rendeva un importante crocevia nel sistema di comunicazione fluviale per il trasporto delle merci tra i Colli Euganei, Venezia e l'Adriatico.
Proprio la strategicità del luogo indusse i Carraresi ad erigervi un castello, che rimase per secoli una delle più importanti fortezze del territorio padovano, e la cui distruzione da parte dei Veneziani nel 1388 segnò una svolta importante nel conflitto per la conquista di Padova da parte della Serenissima. Durante la guerra tra la Lega di Cambrai e Venezia (1509) la fortezza, ricostruita, resistette all'assedio dell'Imperatore Massimiliano, che si vendicò quattro anni dopo ordinandone la distruzione.
Nel 1631 la peste mieté molte vittime in paese, che furono sepolte nei pressi della zona nota come contrada prati arcati (toponimo poi corrotto in patriarcati).
La dominazione veneziana Bovolenta lasciò nel territorio numerosi esempi di ville venete, alcune delle quali tuttora esistenti. Sul finire del Settecento, fiorì pure una proto-industria tessile, e gli stessi anni (1782) videro la nascita di un circolo letterario, l'Accademia dei Concordi.
Risale al 1853 il capitello posto in prossimità dell'idrovora pratiarcati, eretto per ricordare i morti della peste seicentesca vicino al luogo in cui furono tumulati. 

### Simboli
Lo stemma e il gonfalone del comune di Bovolenta sono stati concessi con decreto del presidente della Repubblica del 12 settembre 2003.
Il gonfalone è un drappo di rosso.

## Monumenti e luoghi di interesse
- La chiesa parrocchiale di Sant'Agostino, costruita a partire dal 1141
- L'antico centro storico posto tra il Canale di Cagnola e l'antico alveo del Bacchiglione: anche se demolita parte dell'antico castello nel 1975 restano le adiacenti case dei "cavallanti" (restaurate) dell'inizio del XVIII sec., a testimonianza della vitalità del porto fluviale sul Bacchiglione, che metteva in collegamento Padova e i Colli Euganei con la Laguna di Venezia.

## Società

### Evoluzione demografica
Abitanti censiti